# Dainis Kūla
Dainis Kūla (Tukums, 28 de abril de 1959) é um ex-atleta soviético campeão olímpico do lançamento de dardo.
Sua participação em Moscou 1980 foi controversa. No período de preparação para os Jogos Olímpicos, Kula fez um lançamento de 92,06 m, marca que nunca superaria em competições oficiais. O favorito à medalha de ouro em Moscou era o húngaro  Ferenc Paragi, que em abril daquele ano havia conquistado o recorde mundial com a marca de 96,72 m, eclipsando o recorde anterior de seu compatriota Miklós Németh em Montreal 1976.
Em Moscou, depois de se classificar facilmente na eliminatória, Kula enfrentou problemas na primeira etapa da final após cometer duas faltas em seus dois primeiros lançamentos, do total de seis da prova. Como dos doze finalistas apenas os oito com melhores marcas avançavam para os três últimos lançamentos finais, a terceira tentativa seria definitiva. Nesta tentativa, ele lançou o dardo longe, mas ficou aparentemente claro que ele pousou no chão ao comprido, escorregando, sem produzir nenhuma marca com a ponta, o que deveria ser considerado ilegal e ele desclassificado. Porém, competindo em casa, no estádio lotado de compatriotas, os fiscais da prova levantaram a bandeira branca aceitando o lançamento, que foi medido como 88,88 m, suficiente para que ele avançasse para os três últimos tiros e ainda o colocando em vantagem naquele momento. No próximo lançamento, Kula tingiu 91,20 m, o único lançamento do dia que superou os 90 metros, dando a ele a medalha de ouro. O pré-favorito Parangi, depois de liderar a fase de qualificação acabou apenas na décima colocação.
O desenho do antigo dardo usado na época, frequentemente fazia com ele pousasse ao comprido ou de maneira ambígua depois da trajetória no ar, resultando em julgamentos controversos pelos juízes. O caso de Kula ganhou notoriedade e tornou-se polêmico porque não só deu a ele a medalha de ouro como também porque notava-se em Moscou o favorecimento dos juízes soviéticos a seus atletas (o mesmo ocorreu na disputa do salto triplo entre o brasileiro João Carlos de Oliveira e os soviéticos Jaak Uudmae e Viktor Saneyev). Outras reclamações surgiram durante esta final, alegando que os portões do estádio eram abertos durante os lançamentos dos soviéticos, para que o vento a favor que eles produziam ajudasse os atletas da casa na hora de seus lançamentos e que o próprio lançamento de Kula, além de ser ilegal, ainda teve a distância aumentada. Nenhuma destas controvérsias entretanto resultou em algum protesto oficial. A imprensa porém, fez um escândalo, especialmente a finlandesa, um país onde esta modalidade é extremamente popular e vitoriosa internacionalmente e tinha três atletas na final. O jornalista especializado americano Jim Dunaway, escrevendo para a Track & Field News, chegou a dizer que "a competição devia ser anulada pela IAAF e ser realizada novamente num futuro próximo ou removida dos anais olímpicos".
Nos anos seguintes aos Jogos, Kula conquistou duas medalhas de ouro na Universíade, em 1981 e 1983, e no inaugural Campeonato Mundial de Atletismo de 1983, em Helsinque, ficou com a medalha de bronze. Neste Mundial, na capital da Finlândia, os espectadores, que ainda tinham viva na memória a revolta pelo acontecido em Moscou três anos antes, gritavam toda vez que Kula se preparava para lançar: "Abram os portões, abram os portões!", zombando do atleta e sua medalha de ouro em Moscou. Foi também três vezes campeão nacional soviético, 1981–1983.
Em 1984 ele machucou seriamente a mão e depois disso não conseguiu mais o mesmo nível de competitividade. Deixou a equipe soviética em 1988, mas continuou a competir internacionalmente até o Campeonato Mundial de Atletismo de 1993 em Stuttgart, quando, após o fim da URSS, defendeu sua terra natal, a Letônia, sem conseguir maiores resultados, não mais lançando o dardo acima de meros 75 metros.